# Benjamin Berton

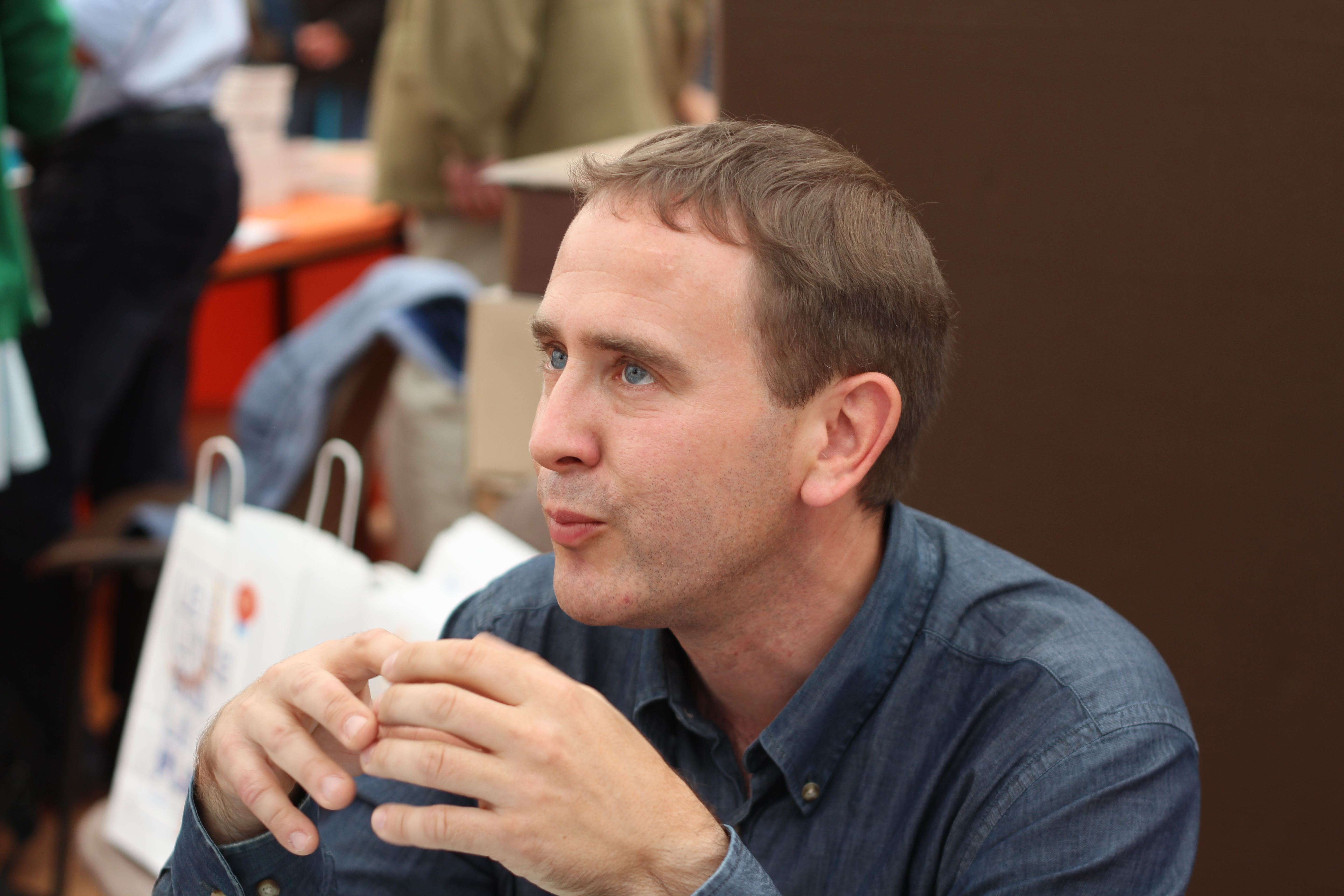
Benjamin Berton (2014)

Benjamin Berton (* 1974 in Valenciennes) ist ein französischer Schriftsteller und Politikwissenschaftler.

## Ausbildung und Berufliches
Berton ist Absolvent des Institut d’études politiques de Paris, dort beschäftigte er sich in seiner DEA-Arbeit mit Sozial- und Kulturgeschichte. Er arbeitet heute für die Sécurité Sociale in Paris.

## Literarisches Werk
Bertons Romane, von denen bisher zwei in Übersetzungen von Hinrich Schmidt-Henkel auf Deutsch erschienen sind, sind stark durch den soziologischen Blick des Autors geprägt. Wildlinge (original: Sauvageon) spielt vorwiegend unter Jugendlichen in Bertons Heimatregion an der belgischen Grenze, Am Pool (original: Classe Affaires) unter jungen Angestellten aus der Finanz- und Medienbranche und der Verwaltung.

## Auszeichnungen
Er gewann im Jahr 2000 den Prix Goncourt du premier roman für Sauvageon und 2005 den Prix littéraire de la Vocaton.

## Werke
- Sauvageons (2000), dt.: Wildlinge. Übers. Hinrich Schmidt-Henkel. DuMont, Köln 2005[1]
- Classe Affaires (2001), dt.: Am Pool. Übers. wie vor. DuMont, Köln 2006
- Pirates (2004)
- Foudres de guerre (2007)
- La Chambre à remonter le temps (2011)